# 맛있는 퀴즈쇼 행운의 식탁
《맛있는 퀴즈쇼 행운의 식탁》은 한국방송공사에서 2012년 6월 25일부터 2012년 11월 13일까지 방영했던 텔레비전 프로그램이다.

## 기획 의도
어려워진 경제, 가벼워진 가정의 장바구니를 정보 이용료가 없는 문자 한통으로 가득 채우는 서민 생활 밀착형 퀴즈 프로그램이다.

## 출연자

### 진행자
- 변우영, 최동석 (MC)

### 패널
- 박수림

### 세프
- 토니오

### 자문 위원
- 신민자 교수
- 노봉수 교수
- 이승민 교수
- 황교익 맛 칼럼니스트
- 최준열 박사
- 한승원 박사

## 방송 내용

### 2012년
| 회차 | 방송일    | 부제                                             |
| ---- | --------- | ------------------------------------------------ |
| 1    | 6월 25일  | 전복, 쌀, 쇠고기                                 |
| 2    | 6월 26일  | 김, 양파, 돼지고기                               |
| 3    | 7월 2일   | 비트·로메인 상추, 오리고기, 인삼열매 농축액      |
| 4    | 7월 3일   | 황토감자, 김, 국산 닭                            |
| 5    | 7월 9일   | 오이, 유기농 쌀, 한우구이세트                    |
| 6    | 7월 10일  | 육쪽마늘, 청국장환, 꽈리고추                     |
| 7    | 7월 16일  | 마늘, 천년초, 유기농 오리쌀                      |
| 8    | 7월 17일  | 오리고기, 김, 홍삼                               |
| 9    | 7월 23일  | 팅커벨 토마토, 옥수수, 임실치즈                  |
| 10   | 7월 24일  | 담양 떡갈비, 구운 달걀, 석류즙                   |
| 11   | 8월 6일   | 칠곡 참외, 캠벨 포도, 청도 복숭아                |
| 12   | 8월 7일   | 오이고추, 육우 , 군위 자두                       |
| 13   | 8월 13일  | 멸균 우유, 성주참외, 여주쌀                      |
| 14   | 8월 14일  | 옥천포도, 울릉도 건나물, 합천파프리카            |
| 15   | 8월 20일  | 구운 달걀, 애호박, 돼지고기                      |
| 16   | 8월 21일  | 양구멜론, 쌀눈쌀, 맛닭                           |
| 17   | 8월 27일  | 청양 구기자, 간장게장, 영광 찰보리쌀             |
| 18   | 8월 28일  | 공주 알밤 식품, 덕유산 오디, 남원 전통장 세트    |
| 19   | 9월 3일   | 청도 반건시, 장흥 헛개나무 원액, 장수 한우       |
| 20   | 9월 4일   | 보령 쌀, 꼭지 사과, 청양고추                     |
| 21   | 9월 10일  | 대천 김, 고아미쌀국수, 발효완숙꿀                |
| 22   | 9월 11일  | 기능성 쌀눈쌀, 홍천 단호박, 서천 전어            |
| 23   | 9월 17일  | 홍천 풋고추, 뽕잎 국수•누에 고치 가루, 제주 돼지 |
| 24   | 9월 18일  | 달걀, 쌀가루, 당진쌀                             |
| 25   | 9월 25일  | 우유, 제주돼지 돈가스, 육우                      |
| 26   | 9월 26일  | 쌀눈쌀, 배, 햇밤                                 |
| 27   | 10월 15일 | 대추, 밤, 포천 사과                              |
| 28   | 10월 16일 | 여주 가지, 쌀눈쌀, 발효 완숙 꿀                  |
| 29   | 10월 22일 | 보성 녹차, 돼지고기, 표고버섯                    |
| 30   | 10월 23일 | 과일칩, 알밤, 느타리버섯                         |
| 31   | 10월 29일 | 단감, 육우, 고구마                               |
| 32   | 10월 30일 | 녹차, 고춧가루, 사과                             |
| 33   | 11월 5일  | 녹차, 양송이버섯, 김치                           |
| 34   | 11월 6일  | 예산 쌀, 돼지고기 3종세트, 괴산 절임배추         |
| 35   | 11월 12일 | 곶감, 백향과, 고추냉이 잎                        |
| 36   | 11월 13일 | 딸기, 녹차, 사과                                 |

## 방송 변화
- 초창기에는 문자 참여 시간이 3분이었으나, 후에 시청자들의 참여가 많아지면서 4분으로 늘어났다.
- 3회 때는 2회 때 3가지를 받은 사람에게 전화인터뷰를 한 적이 있었다.
- 21회 부터는 방송 사진을 찍어서 홈페이지에 올린 사람 중 5명을 추첨해서 백화점 상품권을 증정했으며, 화요일에는 마지막에 문자 참여자 가운데 3분을 더 추첨해 한우를 증정했다.
- 최근에는 재료 한 가지를 정해서 그 재료로 만든 레시피를 시청자들이 홈페이지에 올리는 이벤트가 마련되었다. 당첨자 12명에게는 백화점 상품권이 증정되며, 그 중에서 최고 레시피는 방송에서 직접 요리를 셰프가 해 준다.
- 11월 5일부터 방송시작시간이 5시 25분으로 변경되었다.(5분 연장)

## 결방
- 7월 30일과 7월 31일은 런던 올림픽 중계로 결방되었다.
- 10월 1일과 10월 2일은 추석특집 프로그램 방송으로 결방, 10월 8일과 10월 9일은 부산영화제 특집으로 결방되었다.

## 역대 방송 가운데서 문자 참여가 많았던 5개 식품
- 1위-자두(12회-262251명 참여)
- 2위-거창애우(6회-117801명 참여)
- 3위-한송정 홍삼(8회-164642명 참여)
- 4위-석류즙(10회-162492명 참여)
- 5위-여주쌀(13회-148543명 참여)